# Абдульманов, Рим Салимьянович
 Абдульманов Рим Салимьянович (род. 7 сентября 1956) — артист балета. Народный артист Башкирской АССР (1989). Заслуженный артист Российской Федерации (1998). Доцент ВЭГУ, профессор Башпедуниверситета.

## Биография
Абдульманов Рим Салимьянович родился 7 сентября 1956 года в д. Большая Ибрагимовка Гафурийского района БАССР (ныне д. Ибрагимово Гафурийского района РБ).
Окончил Российскую Академию театрального искусства в 1996 году (педагоги Е. П. Валукин, Л. М. Таланкина).
Работал 1973 солистом (с 1973 г.), педагогом репетитором (с 1989 г.) Ансамбля народного танца им. Ф.Гаскарова.
Семья: жена, Заслуженная артистка РБ Гузэлия Абдульманова, с 1993 года работает в Башкирском государственном театре оперы и балета директором балетной труппы. Дочь Абдульмановых Флюра — солистка ансамбля имени Файзи Гаскарова, сын Абдульманов Азат Римович

## Творчество
Рим Салимьянович — исполнитель сольных танцев и партий в танцах «Азамат», «Гульназира», «Еҙ үксә» («Медный каблук»), «Салауат» («Салават»), «Төньяҡ амурҙары» («Северные амуры»), «Һунарсы» («Охотник»; см."Перовский").

## Награды и звания
- Заслуженный артист Российской Федерации (1998)
- Народный артист Башкирской АССР (1989)
- Заслуженный артист Башкирской АССР (1983)